# کمال آلیسپاهیچ
کمال آلیسپاهیچ (انگلیسی: Kemal Alispahić؛ زادهٔ ۱۳ مارس ۱۹۶۵) بازیکن فوتبال سابق و مربی کنونی اهل یوگسلاوی است.
از باشگاه‌هایی که در آن بازی کرده‌است می‌توان به باشگاه فوتبال قیصریه‌اسپور، باشگاه فوتبال سارایوو، باشگاه فوتبال لوزان-اسپورت، باشگاه فوتبال دویسبورگ، و باشگاه فوتبال ژلیزنیچار سارایوو اشاره کرد.